# Vista Alegre (distrito de Rodríguez de Mendoza)
Vista Alegre é um distrito peruano localizado na Província de Rodríguez de Mendoza, departamento Amazonas. Sua capital é a cidade de Vista Alegre.

## Transporte
O distrito de Vista Alegre é servido pela seguinte rodovia:
- PE-8C, que liga a cidade de Jazan ao distrito de Soritor (Região de San Martín).[2][3][4]